# Saut à la perche masculin aux Jeux olympiques d'été de 1992
Navigation
Séoul 1988 Atlanta 1996
L'épreuve du saut à la perche masculin aux Jeux olympiques de 1992 s'est déroulée les 5 et 7 août 1992 au Stade de Montjuïc de Barcelone, en Espagne.  Elle est remportée par le Russe Maksim Tarasov qui concourait pour l'équipe unifiée.

## Résultats

### Finale
| Rang               | Athlète         | Pays                        | 5,20 | 5,30 | 5,40 | 5,50 | 5,55 | 5,60 | 5,65 | 5,70 | 5,75 | 5,80 | 5,85 | 5,90 | Marque | Note |
| ------------------ | --------------- | --------------------------- | ---- | ---- | ---- | ---- | ---- | ---- | ---- | ---- | ---- | ---- | ---- | ---- | ------ | ---- |
| Médaille d'or      | Maksim Tarasov  | Équipe unifiée de l’ex-URSS |      |      |      |      |      | O    | -    | -    | O    | O    | -    | XXX  | 5,80   |      |
| Médaille d'argent  | Igor Trandenkov | Équipe unifiée de l’ex-URSS |      |      | O    | -    | -    | -    | -    | O    | -    | XXO  | XXX  |      | 5,80   |      |
| Médaille de bronze | Javier García   | Espagne                     |      |      | O    | -    | -    | O    | -    | O    | XO   | XXX  |      |      | 5,75   |      |
| 4                  | Kory Tarpenning | États-Unis                  |      |      |      |      |      | O    | -    | -    | XXO  | XXX  |      |      | 5,75   |      |
| 5                  | David Volz      | États-Unis                  |      |      |      | XO   | -    | -    | O    | -    | XXX  |      |      |      | 5,65   |      |
| 6                  | Asko Peltoniemi | Finlande                    |      |      | XXO  | -    | -    | XO   | -    | X-   | XX   |      |      |      | 5,60   |      |
| 7                  | Philippe Collet | France                      |      |      |      |      | O    | -    | -    | XXX  |      |      |      |      | 5,55   |      |
| 8                  | Yevgeny Krasnov | Israël                      |      |      | XO   | XXX  |      |      |      |      |      |      |      |      | 5,40   |      |
| 9                  | István Bagyula  | Hongrie                     | XXO  | O    | XXX  |      |      |      |      |      |      |      |      |      | 5,30   |      |
| 10                 | Alberto Ruiz    | Espagne                     |      | XXO  | -    | XXX  |      |      |      |      |      |      |      |      | 5,30   |      |
| N. C.              | Sergueï Bubka   | Équipe unifiée de l’ex-URSS |      |      |      |      |      |      |      | XX-  | X    |      |      |      | N.M.   |      |
| N. C.              | Tim Bright      | États-Unis                  |      |      |      |      |      | XXX  |      |      |      |      |      |      | N.M.   |      |

## Légende
Records et Performances
- AR : Record continental (area record)
- CR : Record des championnats (championship record)
- MR : Record du meeting (meet record)
- NR : Record national (national record)
- OR : Record olympique (olympic record)
- PR : Record paralympique (paralympic record)
- PB : Record personnel (personal best)
- SB : Meilleure performance personnelle de la saison (season's best)
- WL : Meilleure performance mondiale de l'année (world leader)
- WJR : Record du monde junior (world junior record)
- WR : Record du monde (world record)

Circonstances et Conditions
- DNF : N'a pas terminé (did not finish)
- DNS : N'a pas pris le départ (did not start)
- DQ : Disqualification (disqualification)
- NM : Aucun essai valable enregistré (No Mark)
- Q : Qualifié « directement » au prochain tour (ou à la prochaine compétition), lors d'une compétition majeure, grâce au classement ou à la réalisation des minima (automatic qualifier)
- q : Qualifié au prochain tour (ou à la prochaine compétition), lors d'une compétition majeure, grâce au repêchage ou à la réalisation de l'une des meilleures performances parmi celles des « non qualifiés directement » (grâce au meilleur temps ou à la meilleure distance par exemple) (secondary qualifier)